# Puras
Puras – gmina w Hiszpanii, w prowincji Valladolid, w Kastylii i León, o powierzchni 10,84 km². W 2011 roku gmina liczyła 52 mieszkańców.